# Atlético Cajazeirense de Desportos
L'Atlético Cajazeirense de Desportos és un club de futbol brasiler de la ciutat de Cajazeiras a l'estat de Paraíba.

## Història
El club va ser fundat el 21 de juliol de 1948. El seu èxit més important és el campionat paraibano de 2002. Competí a la Copa do Brasil de 2003, essent eliminat pel Bahia, i del 2004, essent eliminat pel Fortaleza. També participà en el campionat brasiler de tercera divisió el 2007.

## Estadi
L'Atlético Cajazeirense de Desportos juga els seus partits com a local a l'Estadi Perpétuo Corrêa Lima, anomenat Perpetão. Té una capacitat per a 4.500 espectadors.

## Palmarès
- Campionat paraibano:
  - 2002

- Campionat paraibano de segona divisió:
  - 2012